# 花柳武始
花柳 武始（はなやぎ たけし、1926年10月28日 - 2003年7月27日）は、日本の俳優。本名は増山健吉。大阪府出身。

## 来歴・人物
父は新派の名優花柳章太郎。
1951年、父・花柳章太郎に入門。同年青山健吉の名で新派の初舞台を踏み、「息子の青春」など青春シリーズに出演。1953年花柳武始と改名。一時、東宝演劇部やかっ松竹新喜劇などに所属するが、1971年新派に復帰。
2003年7月27日、直腸癌のため死去。

## 出演

### 映画
- 花の白虎隊（1954年、大映）
- 千姫（1954年、大映）
- 伊達騒動　母御殿（1954年、大映）

### テレビドラマ
- 青い口笛（1956年、NHK）
- 奥様多忙（1957年、KR）
- 天の琴（1958年、NHK）
- 青春オリンピック（1959年、NET）
- 花の生涯（1963年、NHK）
- 旅人異三郎　第23話（1973年、東京12チャンネル）